# Perlo
Perlo (Perlo in piemontese) è un comune italiano di 102 abitanti della provincia di Cuneo in Piemonte.

## Geografia fisica

### Territorio
Perlo si trova in una valletta laterale dell'alta valle Tanaro, scavata dal rio Perletta. Si sviluppa interamente su un territorio montagnoso ad un'altitudine di 697 m s.l.m..
È classificato nella zona sismica 3A(sismicità bassa).

### Clima
Il comune è stato inserito nella zona climatica F ed ha un fabbisogno termico di 3179 gradi giorno. La normativa attuale non pone limiti all'accensione degli impianti di riscaldamento.

## Origini del nome
Esistono documenti risalenti al medioevo dove viene riportato il nome di Perlus e Perlum, che si fa risalire al latino pirolus (pero cervino). L'origine di questa associazione si deve con ogni probabilità far risalire all'abbondanza di quest'albero da frutto nella zona.

## Storia

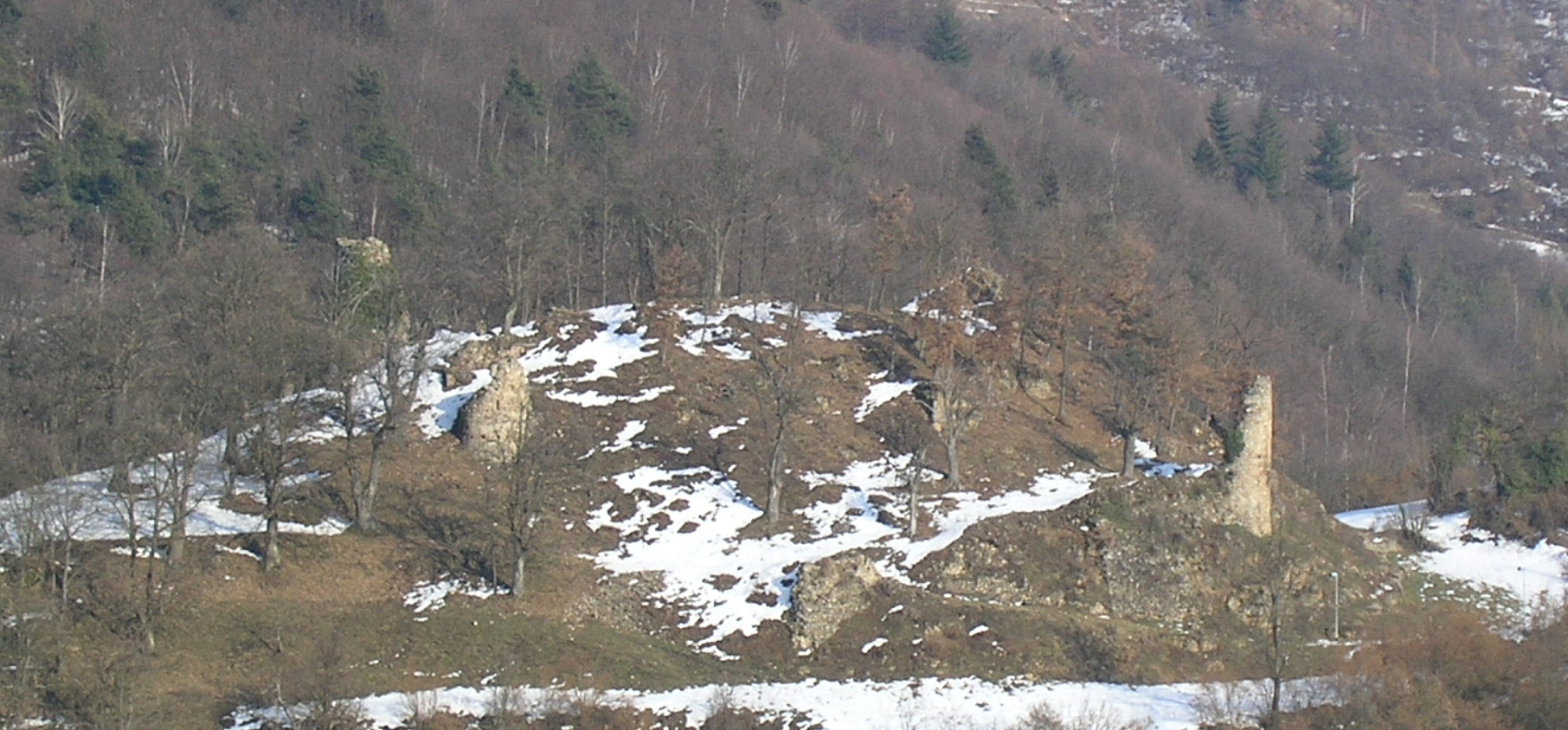
I ruderi del castello

L'area di Perlo, come quelle limitrofe, sembra sia stata colonizzata fin dai tempi dell'antica Roma, ipotesi confermata dal rinvenimento di antri e cunicoli scavati nella roccia e di monete e statuette romane. Probabile è anche la sua origine come borgo di Nucetto.
Il paese, dopo varie vicissitudini ed il periodo buio, conseguente alla caduta dell'Impero romano d'Occidente, conobbe la propria autonomia come borgo fortificato durante l'epoca feudale, con la costruzione nel XIII secolo del castello ad opera di Giorgio II (detto Nano) marchese di Ceva.
Nel 1541 Carlo II di Savoia, dopo aver conquistato il borgo, lo investì a Giulio Cesare Pallavicino a cui seguì Alfonso Del Carretto. Nel 1558 il feudo tornò nelle mani dei Savoia che lo investirono a Giuseppe Cambiano di Ruffia, a cui succedettero i Faussone, nuovamente i Pallavicino, Antonio Carlo Guerra ed infine, nel 1762, Angelo Porrazzo.
Durante la campagna d'Italia napoleonica, Perlo fu teatro di sanguinosi scontri (tanto da rimanere nella toponimia locale il toponimo Bric dei morti, collina dei morti).
Nel 1928 Perlo venne aggregato al comune di Nucetto. Ridivenne comune autonomo nel 1947.

### Simboli
Lo stemma comunale di Perlo è stato concesso con decreto del presidente della Repubblica del 29 luglio 2010, si blasona:
Il gonfalone, concesso con lo stesso atto, consiste in un drappo di bianco.

## Monumenti e luoghi d'interesse
- Castello: edificato nel XIII secolo, era una vera e propria fortezza che copriva un perimetro di cinquecento metri, dotata di quattro torrioni angolari. Era situato in posizione rialzata in modo da rendere possibile la comunicazione con i castelli di Nucetto e Battifollo. Venne distrutto durante la dominazione napoleonica e non ne restano che alcuni ruderi
- Chiesa parrocchiale: intitolata a San Michele Arcangelo, patrono di Perlo, ha subito ampliamenti nel 1849
- Cappella di San Felice: si tratta dell'edificio più antico dell'area, edificato nel punto più alto di Nucetto dove probabilmente venivano praticati culti pagani prima della cristianizzazione della zona. A suffragare questa tesi, oltre le argomentazioni di Arcangelo Ferro in Ceva e la sua zona, è il rinvenimento durante rilievi storiografici di croci inscritte in un cerchio, di chiara derivazione celtica
- Cappella di Sant'Anna: vi è conservata una tela del XVII secolo raffigurante la Madonna

## Società

### Evoluzione demografica
Abitanti censiti

## Amministrazione
| Periodo        | Periodo        | Primo cittadino | Partito      | Carica  | Note |
| -------------- | -------------- | --------------- | ------------ | ------- | ---- |
| 13 giugno 2004 | 26 maggio 2014 | Simona Rossotti | Lista civica | Sindaco |      |
| 26 maggio 2014 | 26 maggio 2019 | Enzo Garelli    | Lista civica | Sindaco |      |
| 26 maggio 2019 | 26 maggio 2024 | Simona Rossotti | Lista Civica | Sindaco |      |

### Altre informazioni amministrative
Faceva parte della comunità montana Alto Tanaro Cebano Monregalese.